# Route 14 (Colombie-Britannique)
La Route 14, aussi appele la West Coast (Sooke) Highway, est la route numérotée la plus au sud de la province de la Colombie-Britannique. C'est une route ouest / est de la côte sud-ouest de l'Île de Vancouver. La route 14 a d'abord ouvert en 1953 reliant Colwood, une banlieue de Victoria, à la communauté côtière de Jordan River, et a été prolongé vers l'ouest jusqu'à la communauté éloignée de Port Renfrew en 1975. Le terminus est de la route a été relocalisé à Langford en 2002.
À l'extérieur des zones urbaines, la route présente des segments extrêmement sinueux. Certains des virages les plus serrés possèdent des barrières de type Jersey, habituellement installées sur les autoroutes, au lieu des rails en acier plus typiques. Certains ponts n'ont qu'une voie et sont faits de rondins.

## Description du tracé

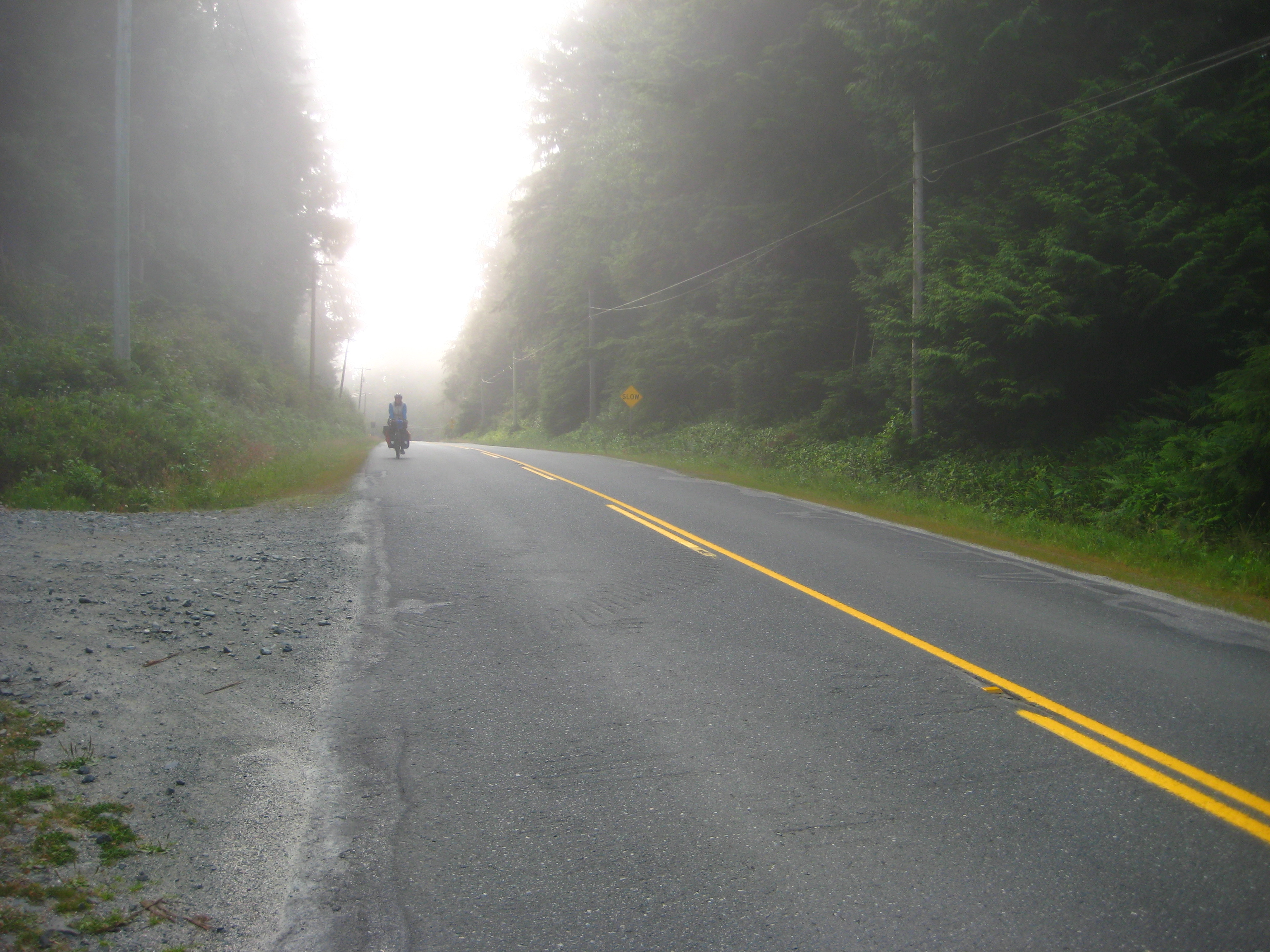
Highway 14 just west of French Beach Provincial Park

La longueur totale de la rotue est de 98,43 km (61,16 mi). La route débute au quai fédéral de Port Renfrew. À partir de là, elle se dirige vers le sud-est en traversant une zone boisée. Elle est parallèle à la côte de l'île et, après avoir parcouru 42 km (26 mi), elle atteint la communauté de Jordan River. Elle la traverse et poursuit son trajet vers le sud-est. Elle parcourt 36 km (22 mi) pour arriver à Sooke. Elle traverse la municipalité et cesse de longer la côte. Elle arrive alors à Langford, après 22 km (14 mi) depuis Sooke. À l'intersection avec Veterans Memorial Parkway, la route bifurque vers le nord. Elle atteint finalement la route 1 où elle prend fin à la sortie 14 de celle-ci.

## Intersections majeures
| District régional | Ville        | km    | Destinations             | Notes                           |
| ----------------- | ------------ | ----- | ------------------------ | ------------------------------- |
| Capitale          | Port Renfrew | 0,00  | Quai fédéral             |                                 |
| Capitale          | Sooke        | 73,63 | Brownsey Boulevard       | Carrefour giratoire             |
| Capitale          | Sooke        | 82,43 | Gillespie Road           | Échangeur                       |
| Capitale          | Langford     | 98,43 | BC-1 – Victoria, Nanaimo | Échangeur; sortie 14 de la BC-1 |
|                   |              |       |                          |                                 |